# عسگران (الیگودرز)
عسگران، روستایی از توابع بخش بربرود شرقی شهرستان الیگودرز در استان لرستان ایران است.
اهالی این روستا از طایفه لونی ایل پاپی میباشند

## جمعیت
این روستا در دهستان بربرود شرقی قرار دارد و براساس سرشماری مرکز آمار ایران در سال ۱۳۸۵، جمعیت آن ۳۱ نفر (۸خانوار) بوده‌است.

## زبان
زبان مردم این روستا لری می باشد.